# 1ES 2344+514
1ES 2344+514 é um blazar detectado pela primeira vez em 20 de dezembro de 1995, com sua descoberta oficial sendo anunciada em 1998. Está a mais de 5 bilhões de anos-luz da Terra. Foi descoberto pela Colaboração Whipple no Observatório Whipple usando um telescópio de raios gama de 10 metros.